# Escala Hamilton-Norwood

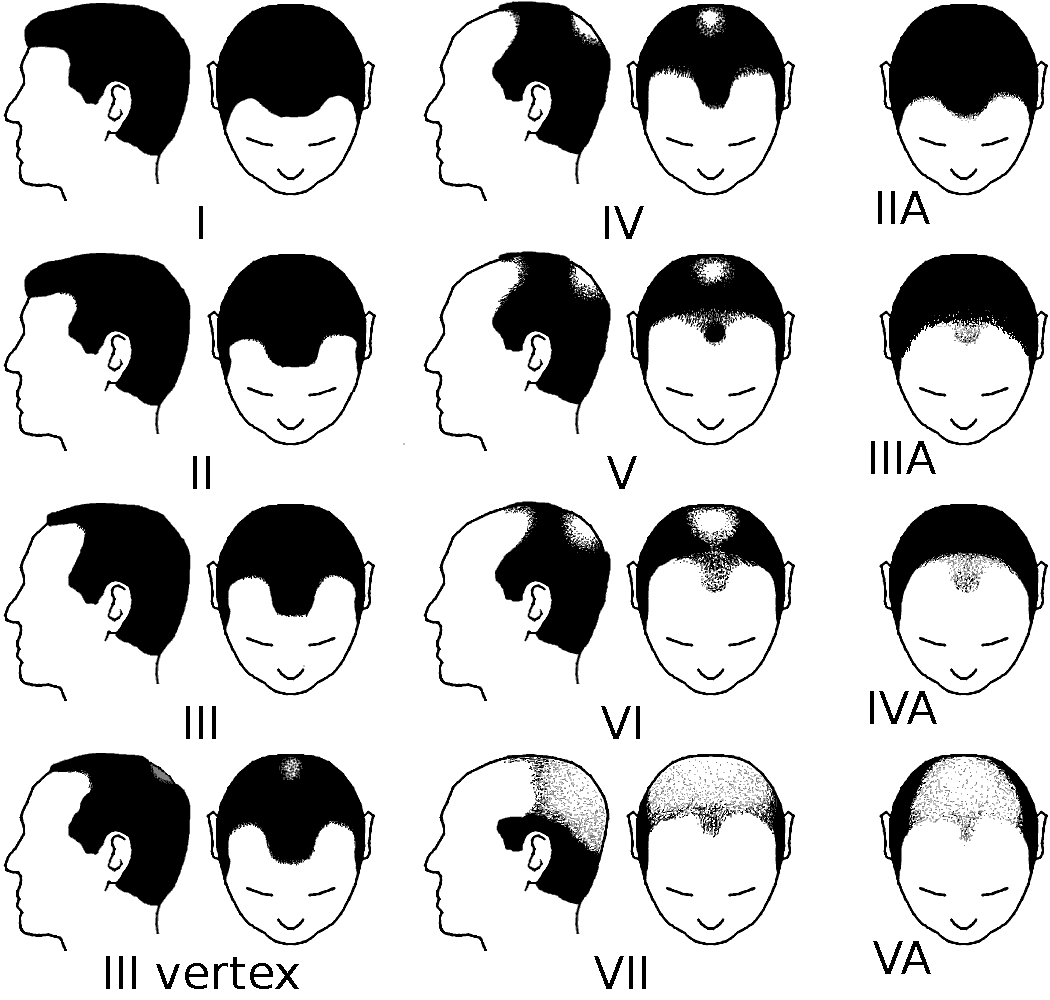
Escala Hamilton-Norwood

A escala de Hamilton-Norwood (frequentemente abreviada NW ) classifica os estados de calvície masculina em sete níveis (de I a VII).